# Poliaenus californicus
Poliaenus californicus là một loài bọ cánh cứng trong họ Cerambycidae.